# Hornbæk-Dronningmølle
Hornbæk-Dronningmølle er en kyst- og sommerhusby i Nordsjælland med 5.330 indbyggere  (2024). Hornbæk-Dronningmølle er beliggende ved Øresund midt mellem Gilleleje og Hellebæk og 22 kilometer nord for Hillerød. Byen tilhører delvist Gribskov Kommune, delvist Helsingør Kommune og ligger som begge kommuner i Region Hovedstaden. 